# Cicada 3301
Cicada 3301 er et navn givet til en ukendt organisation, der tre gange har udgivet komplekse puslespil på nettet, med intentionen, efter eget udsagn, at rekruttere kryptologer og computerhackere. Det vides ikke endnu hvem der står bag Cicada 3301, men manges teorier peger imod det som et rekrutteringsværktøj for NSA, CIA, MI6 eller en cybergruppe. Men spænder så vidt som muligheden for f.eks. en markedsføringskampagne.

## Baggrund
Den 5. januar 2012 blev en engelsksproget besked lagt på 4chans random-board "/ b /", hvori det blev meddelt, at man søgte intelligente individer til at løse gåden. Beskeden var underskrevet 3301.
Den 5. januar 2013, præcis et år efter den første forekomst, vendte underskriverne 3301 tilbage til 4chan og en anden puslespilsrunde blev lanceret: "Hello again. Our search for intelligent individuals now continues."
Den 6. januar 2014 begyndte tredje runde, denne gang blev gåden lagt på Twitter, sammen med teksten "Hello. Epiphany is upon you. Your pilgrimage has begun. Enlightenment awaits."

## Navnet
Cicada 3301-meddelelser benytter sig af et logo med billedet af en cikade (eng: Cicada) og underskrives med "3301". Samtidig er der en vis sammenhæng mellem cikaderne og tallet 3301 - visse arters parringscyklus er på 13 eller 17 år, der sammen med tallet 3301 er primtal.